# Arvet efter Arn

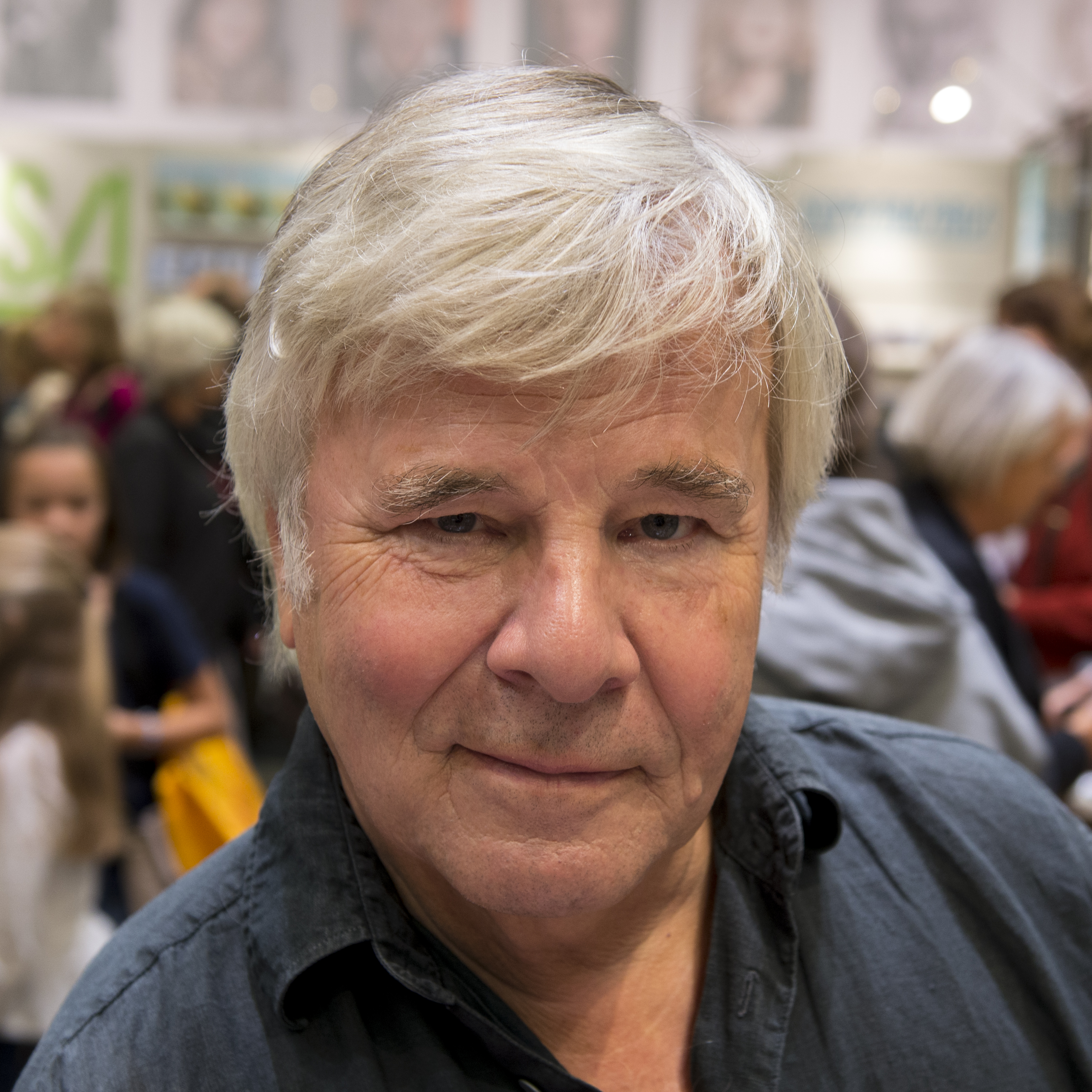
Jan Guillou, på foto från 2013.

Arvet efter Arn är en historisk roman av Jan Guillou, publicerad 2001. Det är den fjärde, avslutande och fristående delen i Guillous romansvit om tempelriddaren Arn Magnusson.

## Handling
Arns sonson Birger Magnusson växer upp på Forsvik som en ryttare men får även extra undervisning i latin, strategi och andra kunskaper som Arns änka Cecilia Rosa tycker är viktiga. Efter två års resor mellan olika gillen och många års arbete lyckas han bli först folkungarnas jarl, sedan hela Sveriges. När hans lille son Valdemar valts till Sveriges konung utbryter ett uppror och ramhandlingen är att de båda härarna möts och kämpar vid Herrevadsbro över Säveån i Nårunga. 
Boken inleds med förberedelserna inför slaget vid Herrevadsbro och en åldrad jarl Birgers samtal med sin kansler biskop Kol, samtal om bland annat hur det varit att bära arvet efter sin sägenomspunna farfar Arn. Därefter delas boken in i fyra delar: 
Änkornas tid
Skildrar de första åren efter det ödesmättade slaget vid Gestilren, samt kung Erik Knutssons första år vid makten. Här beskrivs hur den unge faderlöse Birger Magnusson, som i slaget hans far stupade i, även miste sin farfar och läromästare, Arn Magnusson. Här skildras hur Birger försöker finna sin plats i kung Erik Knutssons rike, de lärdomar han drar om rätt och fel i riket, samt några misstag han gör sig skyldig till och vars konsekvenser han får leva med långt fram i livet. 
Gubbarnas tid
När kung Erik Knutsson dör hastigt och för tidigt förändras maktbalansen i riket. I en politisk debatt inom folkungaätten om tronföljden,. lyckas Birger manövrera ut de två huvudlägren och vinna gehör för sin ståndpunkt, vilket ger honom en ny maktställning inom ätten. Riksmakten hamnar dock hos ett antal konservativa äldre män kring den unge och lättpåverkade sverkerske kungen Johan Sverkersson. Dessa män försöker vrida tillbaka den utveckling som inletts på krigsområdet i och med Arns skapande av det forsvikska rytteriet. Detta leder till ett misslyckas svenskt korståg i Estland, vilket får allvarliga konsekvenser. När kung Johan dessutom dör ung några år senare och efterträds av kung Erik Knutssons omyndige och postumt födde son Erik Eriksson, får de yngre folkungarna åter inflytande vid kungens hov. Birger utvecklas som ättejarl och börjar bygga upp en maktbas, med sin mor Ingrid Ylva som sin främste rådgivare. Genom sin bror lagman Eskil, börjar han intressera sig för lagstiftningens betydelse för ett riksbygge. 
Nidingarnas tid
Rådsherren Knut Holmgeirsson, kung Erik Erikssons syssling, avsätter kungen efter ett uppror och griper själv kungamakten. Detta blir inledningen till en osäker tid. Knut Holngeirsson anser att folkungamakten blivit för stark i riket och söker minska denna maktställning genom att ta in så få folkungar som möjligt i sitt råd. Till sin jarl väljer han en folkung som är motståndare till det folkungska kavalleriet,, och försöker söndra folkungarna. I Svealand inleder han ett blodigt välde, där hans män rider från gård till gård för att plundra och härja under förevändningen att de skall driva in skatt. I Götaländerna försöker Birger och de övriga folkungarna förhålla sig neutrala mot kung Knut. Men efter att kung Knuts män anfallit Forsvik, bränt ner halva gården och dräpt bland andra Birgers ålderstigna farmor Cecilia Rosa, inleder Birger ett uppror mot kung Knut. I kung Erik Erikssons namn leder han en här upp i Svealand, erövrar stad efter stad genom diplomati och tränger in kung Knut i Uppland, där han till sist dräper denne i ett fältslag. 
Jarlens tid
Denna del behandlar hur Birger Magnusson slutligen blir Birger jarl under de sista åren av kung Erik Erikssons regering. Birger är marks i kungens råd, men maktlös gentemot sin fiende, jarlen Ulf Fasi. Dessutom hyser hann inga högre tankar om kungen som är både halt och stammande. Det är först efter jarlens död, då Birger blir ny jarl, som Birger under ett nattligt samtal lär känna sin kung och inser vilken klok och slug kung han egentligen är (Kung Erik visar sig nämligen vara ganska slug, vilket märks inte minst av att han genom att utnyttja Birgers beredvillighet att straffa en fängslad upprorsledare, kan få den fängslade avrättad, samtidigt som han använder sina lyten för att själv rentvå sig från den avrättades blod.) Här berättas även om kyrkomötet i Skänningen 1248, Birger jarls korståg till Tavastland, vilken avbryts våren 1250, då Birger måste skynda hem, eftersom kung Erik dött och Birgers egen omyndige son Valdemar blivit kung. Vidare skildras Birgers försök att införa ny lagstiftning genom fridslagar, vilket leder till uppror, som i sin tur leder fram till slaget vid Herrevadsbro, där allt Birger byggt upp, riskerar att rasa samman. 
Bokens avslutande del anknyter till den inledande delen och skildrar slaget vid Herrevadsbro, samt de händelser som följde på det och som gett Birger jarl ett blodbesudlat rykte ända in i våra dagar, men för vilka han åtminstone fått påvlig sanktion. 